# Кирил Терзиев
Кирил Стойчев Терзиев е български борец, олимпийски медалист. Роден е на 1 септември 1983 в Петрич, но израства и живее в близкото село Самуилово.
Първият му треньор е Венцислав Полизоев. Състезавал се е за клубовете: „Лореал“ (Петрич), ЦСКА, „Славия-Литекс“, „Левски“, „Юнак-Локомотив“ (Русе), по-късно е състезател на „Черноморец“ (Бургас). 

## Успехи
- Бронзов медалист от олимпиадата в Пекин за 2008 г.
- 3 място на олимпийската квалификация в Мартини (Швейцария) през 2008 г.
- Бронзов медалист от Европейското първенство във Вилнюс през 2009 г.[2]

## Награди
- Спортист №3 на България – 2008